# Onthophagus lore
Onthophagus lore är en skalbaggsart som beskrevs av Huijbregts och Jan Krikken 2009. Onthophagus lore ingår i släktet Onthophagus och familjen bladhorningar. Inga underarter finns listade i Catalogue of Life.